# The World to Come
Pour plus de détails, voir Fiche technique et Distribution.
The World to Come est un drame américain réalisé par Mona Fastvold, sorti en 2020.

## Synopsis
Au milieu du XIXe siècle, dans le comté de Schoharie de l'État de New York, deux couples voisins luttent contre les difficultés et l'isolement, témoins d'un paysage splendide et éprouvant, les mettant à rude épreuve physique et psychologique. C'est dans ce contexte qu'Abigail et Tallie se rencontrent. Les deux femmes deviennent rapidement amies avant de tomber passionnément amoureuses l'une de l'autre.

## Fiche technique
- Titre original : The World to Come
- Réalisation : Mona Fastvold
- Scénario : Ron Hansen et Jim Shepard (en)
- Décors : Jean-Vincent Puzos
- Direction artistique : Anca Perja et Andrei-Florian Popa
- Costumes : Luminita Lungu
- Photographie : André Chemetoff
- Production : Casey Affleck, Margarethe Baillou et Whitaker Lader
  - Production exécutive : Toby Halbrooks, David Hinojosa, James M. Johnston, Ilya Stewart et Christine Vachon
- Société de production : Killer Films
- Pays d'origine : États-Unis
- Langue originale : anglais
- Format : couleur
- Genre : drame
- Dates de sortie :
  - Italie : 6 septembre 2020 (Mostra de Venise 2020)
  - États-Unis : 12 février 2021

## Distribution
- Vanessa Kirby : Tallie
- Katherine Waterston : Abigail
- Casey Affleck : Dyer
- Christopher Abbott : Finney
- Andreea Vasile :
- Karina Ziana Gherasim :
- Ioachim Ciobanu :

## Production
En février 2019 il est annoncé que Casey Affleck produirait et jouerait dans le film, sous la direction de Mona Fastvold. Katherine Waterston, Vanessa Kirby et Jesse Plemons sont également choisis pour jouer dans le film, bien que Plemons abandonné et ensuite remplacé par Christopher Abbott.

## Distinction

### Récompense
- Festival international du film de Stockholm 2020 : meilleure actrice pour Katherine Waterston[2]
- Prix Queer Lion 2020[3]

### Sélection
- Mostra de Venise 2020 : sélection en compétition